# Cladura trifilosa
Cladura trifilosa är en tvåvingeart som beskrevs av Alexander 1957. Cladura trifilosa ingår i släktet Cladura och familjen småharkrankar. Inga underarter finns listade i Catalogue of Life.